# 胡廣 (漢朝)
胡广（91年—172年4月18日），字伯始，南郡华容（今湖北省监利市）人，东汉中期大臣。汉安帝时，举孝廉。奏章号称天下第一。历任尚书郎、尚书仆射。阳嘉元年（132年），胡广出任济阴郡太守，後又入朝为大司农。汉安元年十一月初七壬午日（142年12月12日），汉顺帝擢升胡广为司徒。本初元年闰六月初一（146年7月26日），汉质帝被梁冀所杀。胡广与太尉李固、司空赵戒、大司农杜乔提议质帝堂兄清河王刘蒜年长有德血统近，当立为新帝，但梁冀却想立自己的未婚妹夫蠡吾侯刘志，在大会公卿时言辞激烈，胡广、赵戒于是屈服。李固、杜乔仍然坚持己见，李固写信劝梁冀遵从众人心意立刘蒜，愈发激怒梁冀，被免职。闰六月初五（7月30日），胡广被改任为太尉。建和元年（147年）六月，胡广被免职。七月，胡广被封为安乐侯。十月，胡广又被任命为司空。元嘉元年（151年）十月，胡广致仕。后来又被任命为太常。
永兴元年（153年）十月，胡广为太尉。永兴二年九月初一（154年9月25日），出现日食，胡广被免太尉官。延熹元年（158年），胡广第三次担任太尉。延熹二年（159年），梁冀倒台，胡广被免为平民。之后又为九卿之太常。延熹九年（166年）五月，汉桓帝以太常胡广为司徒。建宁元年（168年）九月，曹节等宦官诛杀窦武、陈蕃之后，汉灵帝以司徒胡广为太傅，录尚书事。建宁五年（172年）三月初八，太傅胡广去世，享年八十二岁，谥号文恭侯。胡广历仕六朝，五落五起，前后主政十余年，性格温和谨慎，言辞谦逊，脸色恭敬，达练事体，明解朝章。当时洛阳有諷刺胡廣的谚语：“万事不理，问伯始；天下中庸，有胡公。”，就是批評他依附当权者（先为梁冀、后为诸宦官），没有忠直之风。死后汉灵帝赐其葬于原陵，以前的门生故吏数百人送葬，汉兴以来人臣葬礼之盛没有比得上他的。死后六年，灵帝感念其旧德，在省内描绘他和黄琼的画像，并让蔡邕为其作颂。
胡廣的作品有《汉官解诂》、《百官箴》。

## 家庭
蔡邕文集載有胡廣母、妻誄表

### 父母
- 胡寵，官至交趾都尉。
- 黃氏。生母，出生於江陵黃氏。
- 黃氏，字列嬴（79－169）。胡廣繼母，生母黃氏之妹。

### 弟
- 胡康，字仲始。舉孝廉，官至卷令。

### 妻
- 章氏，字顯章（94－170）。15歲嫁予胡廣。

### 子女
- 胡整，字伯齊。早夭。
- 胡億，字叔讓。舉孝廉，不就。
- 胡寧，字稚威。舉茂才，累遷葉令、京令，終官為議郎。
- 胡碩，字季睿（129－169）。舉高弟，累遷侍御史、諫議大夫、侍中、虎賁中郎將，終官為陳留太守。死於建寧二年七月廿一日。

### 孫
- 胡根，字仲原。胡碩子。得年7歲，死於建寧二年。
- 胡顥，胡寧子，為侍中、議郎。

## 延伸阅读
[在维基数据编辑]
 《後漢書/卷44》，出自范晔《後漢書》
 《東觀漢記》

1. ↑  .   [2020-09-17]. （原始内容存档于2018-06-15）.
2. ↑  後漢書·胡廣傳
3. ↑  漢交阯都尉胡府君夫人黃氏神誥太傅安樂鄉侯胡公夫人靈表陳留太守胡公碑

| 前任： 不詳             | 東汉濟陰太守 132年—133年 | 繼任： 不詳                        |
| 前任： 不詳             | 東汉汝南太守 133年—136年 | 繼任： 不詳                        |
| 前任： 不詳             | 東汉大司農 136年—142年   | 繼任： 黃昌                        |
| 前任： 劉壽             | 東汉司徒 142年—146年     | 繼任： 趙戒                        |
| 前任： 李固             | 東汉太尉 146年—147年     | 繼任： 杜喬                        |
| 前任： 袁湯             | 東汉司空 147年—151年     | 繼任： 黃瓊                        |
| 前任： 不詳             | 東汉太常 152年—153年     | 繼任： 不詳                        |
| 前任： 袁湯             | 東汉太尉 153年—154年     | 繼任： 黃瓊                        |
| 前任： 不詳             | 東汉太常 154年—158年     | 繼任： 不詳                        |
| 前任： 黃瓊             | 東汉太尉 158年—159年     | 繼任： 黃瓊                        |
| 前任： 不詳             | 東汉太常 161年—166年     | 繼任： 不詳                        |
| 前任： 許栩             | 東汉司徒 166年—168年     | 繼任： 劉寵                        |
| 前任： 陳蕃             | 东汉太傅 168年—172年     | 無 原因：空缺 下一位相同頭銜：袁隗 |
| 无 原因：汉桓帝新封爵位 | 東汉安樂侯 147年—159年   | 无 原因：汉桓帝撤销爵位            |